# Aleksandrino (przystanek kolejowy)
Aleksandrino (ros. Александрино) – przystanek kolejowy w miejscowości Aleksandrino, w rejonie nowodugińskim, w obwodzie smoleńskim, w Rosji. Położony jest na linii Lichosławl – Rżew – Wiaźma.